# Jean-Pierre Aumer
Jean-Pierre Aumer (* 21. April 1774 oder 1776 in Strassburg; † Juli 1833 in Saint-Martin-de-Boscherville) war ein französischer Tänzer und Choreograf.

## Leben
Aumer studierte bei Jean Dauberval in Bordeaux und tanzte von 1791 bis 1792 in dessen Truppe in London. 1794 tanzte er in London in der Truppe von Jean-Georges Noverre, 1795 am King’s Theatre. 1798 debütierte er an der Opéra in Paris. Von 1804 bis 1806 war er Ballettmeister am Pariser Théâtre de la Porte Saint-Martin, wo er einige von Daubervals Balletten inszenierte, darunter auch La Fille mal gardée. Die meisten Werke entstanden für das Théâtre de la Porte St. Martin, darunter das so erfolgreiche Ballett Les Deux Créoles (Musik: Henri Darondeau, 1806), welches auf Jacques-Henri Bernardin de Saint-Pierres Erzählung Paul et Virginie (1787) basiert. In seiner Bühnenarbeit folgte er Daubervals Prinzipien des ballet d'action, wo die dramatische Handlung vor allem auch unter Einsatz einer aussagekräftigen Pantomime erzählt wird. 1807 wurde er Ballettmeister in Lyon.
1808 wurde er eingeladen, ein Werk an der Pariser Opéra herauszubringen. Sein Ballett Les Amours d'Antoine et de Cléopâtre (Musik: Rodolphe Kreutzer) war sehr erfolgreich und beeindruckte sogar Jérôme Bonaparte, den König von Westphalen, so dass er 1808 als Ballettmeister an das Hoftheater von Kassel engagiert wurde, wo er bis 1814 blieb.
1814 war er kurzfristig in Lyon. Von 1814 bis 1820 war er in Wien tätig, wo er zahlreiche Ballette und Divertissements (Tanzeinlagen) choreographierte und unter anderem Fanny Elßler am Theater am Kärntnertor unterrichtete. 1821 ging er mit hohen Erwartungen als Ballettmeister nach Paris zurück, wo er von 1826 bis 1830 in der Nachfolge von Louis Milon als zweiter Ballettmeister wirkte. Obwohl er wiederum zwei Werke von Dauberval inszenierte und auch viele eigene Ballette herausbrachte, darunter La Belle au bois dormant (Musik: Ferdinand Hérold (1791–1833), 1829) und Manon Lescaut (Musik: Fromental Halévy, 1830), konnte er an die früheren Erfolge nicht mehr anschließen. Seine Werke wurden nun wegen der extensiven Verwendung von Pantomime kritisiert, und seiner Unfähigkeit einen Tanz zu kreieren, der sowohl den Charakter zeichnete als auch dem Fortgang der Handlung diente. 1826 heiratete seine Tochter Sophie-Julie den Tänzer Étienne Leblond. 1831 zog er sich von der Bühne zurück und starb zwei Jahre später.

## Choreographien (Auswahl)
- 1804 La Fille mal gardée, nach Dauberval, Paris, Théâtre de la Porte Saint-Martin
- 1805 Rosina et Lorenzo, Théâtre de la Porte St-Martin
- 1805 Robinson Crusoé, Théâtre de la Porte St-Martin
- 1805 Le Page inconstant, nach Dauberval, Théâtre de la Porte St-Martin
- 1806 Jenny ou le Mariage secret, Théâtre de la Porte St-Martin
- 1806 Les Deux Créoles (Musik: Henri Darondeau), Paris, Théâtre de la Porte St-Martin
- 1807 Antoine et Cléopâtre, Lyon
- 1808 Les amours d'Antoine et de Cleopatre (Musik: Rodolphe Kreutzer)
- 1814 Zéphire et Flore, Wien
- 1814 Louise et Alexis, nach "Le Déserteur" von Dauberval, Wien
- 1814 Myrsile et Antéros, Wien
- 1815 La Fête de la rose, Wien
- 1815 Les Bayadères, Wien
- 1816 Les Noces de Thétis et de Pélée, Wien
- 1816 Les Deux Tantes, Wien
- 1817 Amour et Psyché, Wien
- 1817 Érigone ou le Triomphe de Bacchus, Wien
- 1818 Le Sommeil enchanté, Wien
- 1818 Aline, reine de Golconde, Wien
- 1819 Ossian, Wien
- 1820 Emma ou le Mariage secret, Wien
- 1820 Alfred le Grand, Wien
- 1820 Les Pages du duc de Vendôme, Opéra de Paris
- 1821 Jeanne d'Arc, Opéra de Paris
- 1824 Le Songe d'Ossian, London
- 1825 Cléopâtre, reine d'Égypte, London
- 1827 Astolphe et Joconde, Opéra de Paris
- 1827 La Somnambule, Opéra de Paris
- 1828 Lydie, Opéra de Paris
- 1829 La Belle au bois dormant (Musik: Ferdinand Hérold), Opéra de Paris
- 1830 Manon Lescaut, (Musik: Fromental Halévy), Opéra de Paris[2]